# 안경모
안경모(安京模, 1917년 4월 7일 ~ 2010년 8월 26일)는 대한민국의 관료, 기업인, 과학기술인이다.

## 생애

### 주요 경력
- 대한민국 교통부 시설국장
- 국토건설청 차장
- 울산개발계획 본부장
- 제2대 대한민국 건설부 차관
- 제16대 대한민국 교통부 장관
- 국가기간고속도로 계획조사단장
- 한국수자원개발공사 사장
- 산업기지개발공사 사장
- 한국건설기술연구원 원장
- 한국수문학회,대한토목학회,한국원격탐사학회 회장
- 한국과학기술단체총연합회 고문
- 한국과학기술한림원 원로회원

### 학력
- 1939년 일본 도쿠시마 고등공업학교 토목공학과 졸업
- 1960년 대한민국 국방대학원 수료
- 1981년 명예 공학박사

### 상 훈
- 1960년 녹조소성훈장
- 1963년 보국훈장 천수장
- 1968년 청조근정훈장
- 1975년 금탑산업훈장
- 1983년 대통령 표창